# Oberamt Rottweil

Karte der württembergischen Oberämter, Stand 1926

Das Oberamt Rottweil war ein Verwaltungsbezirk im Südwesten Württembergs (auf beigefügter Karte # 46), der 1934 in Kreis Rottweil umbenannt wurde. Bei der Kreisreform 1938 kamen der Hauptteil des aufgelösten Kreises Oberndorf sowie einzelne Gemeinden der Kreise Sulz und Tuttlingen hinzu, andererseits musste der Landkreis Rottweil den Raum Schömberg an den Landkreis Balingen abgeben. Allgemeine Bemerkungen zu den württembergischen Oberämtern siehe Oberamt (Württemberg).

## Geschichte

Oberamt Rottweil, Gebietsstand 1813, mit den früheren Herrschafts- und Ämtergrenzen
Legende

Im Vorgriff auf den Reichsdeputationshauptschluss nahm Württemberg am 8. September 1802 die Reichsstadt Rottweil, am 23. November auch die Reichsabtei Rottenmünster in Besitz. Aus den neu erworbenen Territorien bildete man zunächst das Stadtoberamt Rottweil, das Landoberamt Rottweil und das Stabsamt Rottenmünster. Neben Ellwangen und Heilbronn wurde auch Rottweil Sitz einer neuwürttembergischen Mittelbehörde (Landvogtei).
Die Zusammenführung von Alt- und Neuwürttemberg zum Königreich Württemberg leitete 1806 eine Reihe von Änderungen ein: Stadt- und Landoberamt wurden zum Oberamt Rottweil verschmolzen und in der Folge um ehemals vorderösterreichische bzw. ritterschaftliche Orte vergrößert. Andererseits kamen die Orte des Amts Rottenmünster – teils nur vorübergehend – zum Oberamt Spaichingen. Die ehemals österreichische Herrschaft Schramberg gliederte man als Unteramt ins altwürttembergische Oberamt Hornberg ein.
1810 ergaben sich erneut größere Verschiebungen, als Württemberg einen Teil des Oberamts Hornberg sowie die bis 1802 zur Stadt Rottweil gehörenden Dörfer Dauchingen, Niedereschach, Fischbach und Weilersbach per Staatsvertrag an Baden abtrat. Aus dem bei Württemberg verbliebenen Unteramt Schramberg und Teilen des Oberamts Rottweil entstand das neue Oberamt Oberndorf. Nach letzten Grenzkorrekturen mit den Bezirken Oberndorf und Spaichingen war die Bildung des Oberamts Rottweil 1812 abgeschlossen. Ab 1810 war es der Landvogtei am obern Neckar mit Sitz in Rottweil unterstellt, von 1818 bis 1924 gehörte es zum Schwarzwaldkreis.
Das Oberamt Rottweil grenzte im Norden an die Oberämter Oberndorf und Sulz, im Nordosten an das Oberamt Balingen, im Südosten an die Oberämter Spaichingen und Tuttlingen, dazwischen die hohenzollerische, ab 1850 preußische Exklave Wilflingen, im Südwesten an das badische Bezirksamt Villingen.

### Ehemalige Herrschaften
1813, nach Abschluss der Gebietsreform, setzte sich der Bezirk aus Bestandteilen zusammen, die im Jahr 1800 zu folgenden Herrschaften gehört hatten:
- Reichsstadt Rottweil
Rottweil mit Altstadt und Eckhof, Böhringen, Bösingen, Deißlingen, Dietingen, Dunningen, Feckenhausen, Göllsdorf, Herrenzimmern, Horgen, Irslingen mit Wildeck, Neufra, Stetten, Villingendorf, Zimmern ob Rottweil.
- Herzogtum Württemberg
  - Oberamt Rosenfeld: Flözlingen, Täbingen;
  - Klosteramt Alpirsbach: Gößlingen;
  - Klosteramt St. Georgen: Bühlingen, Wildenstein mit der Hälfte von Hausen ob Rottweil.
- Vorderösterreich
Zur Grafschaft Hohenberg gehörten Schömberg und Dautmergen, zum unter österreichischer Landeshoheit stehenden Kloster St. Georgen zu Villingen das Gut Neckarburg.
- Zisterzienserinnenkloster Rottenmünster
Lauffen, Locherhof, Neukirch, Zepfenhan, Rotenstein mit der Hälfte von Hausen ob Rottweil.
- Reichsritterschaft
Beim Ritterkanton Neckar-Schwarzwald der schwäbischen Ritterschaft waren Wellendingen (Freiherren von Freyberg) und Lackendorf (Freiherren Ifflinger von Granegg) immatrikuliert. Das Rittergut Zimmern unter der Burg ging 1792/1799 an Waldburg-Zeil-Trauchburg über.

## Gemeinden

### Einwohnerzahlen 1871
Folgende Gemeinden waren 1871 dem Oberamt Rottweil unterstellt:
| Nr. | frühere Gemeinde       | Einwohner | heutige Gemeinde       |
| --- | ---------------------- | --------- | ---------------------- |
| 1   | Rottweil               | 5135      | Rottweil               |
| 2   | Böhringen              | 652       | Dietingen              |
| 3   | Bösingen               | 910       | Bösingen               |
| 4   | Bühlingen              | 345       | Rottweil               |
| 5   | Dautmergen             | 396       | Dautmergen             |
| 6   | Deißlingen             | 1810      | Deißlingen             |
| 7   | Dietingen              | 694       | Dietingen              |
| 8   | Dormettingen           | 597       | Dormettingen           |
| 9   | Dotternhausen          | 815       | Dotternhausen          |
| 10  | Dunningen              | 1609      | Dunningen              |
| 11  | Feckenhausen           | 261       | Rottweil               |
| 12  | Flötzlingen 1          | 643       | Zimmern ob Rottweil    |
| 13  | Göllsdorf              | 687       | Rottweil               |
| 14  | Gößlingen              | 317       | Dietingen              |
| 15  | Hausen am Thann 2      | 525       | Hausen am Tann         |
| 16  | Hausen ob Rottweil     | 377       | Rottweil               |
| 17  | Herrenzimmern          | 530       | Bösingen               |
| 18  | Horgen                 | 528       | Zimmern ob Rottweil    |
| 19  | Irslingen              | 616       | Dietingen              |
| 20  | Lackendorf             | 281       | Dunningen              |
| 21  | Lauffen                | 752       | Deißlingen             |
| 22  | Locherhof              | 380       | Eschbronn              |
| 23  | Neufra                 | 479       | Rottweil               |
| 24  | Neukirch               | 448       | Rottweil               |
| 25  | Roßwangen              | 462       | Balingen               |
| 26  | Schömberg              | 1461      | Schömberg              |
| 27  | Schwenningen           | 4314      | Villingen-Schwenningen |
| 28  | Stetten ob Rottweil    | 403       | Zimmern ob Rottweil    |
| 29  | Täbingen               | 512       | Rosenfeld              |
| 30  | Villingen              | 693       | Villingendorf          |
| 31  | Wellendingen           | 1249      | Wellendingen           |
| 32  | Zepfenhan              | 444       | Rottweil               |
| 33  | Zimmern ob Rottweil    | 632       | Zimmern ob Rottweil    |
| 34  | Zimmern unter der Burg | 493       | Zimmern unter der Burg |
|     | Summe                  | 30450     |                        |

### Änderungen im Gemeindebestand seit 1813

Gemeinden und Markungen um 1860

1842 kamen die Gemeinden Dormettingen, Dotternhausen, Hausen am Tann und Roßwangen (vom Oberamt Spaichingen) sowie Schwenningen (vom Oberamt Tuttlingen) zum Oberamt Rottweil.
1843 wurde Wildenstein von Hausen ob Rottweil nach Horgen umgemeindet.
1907 erhielt Schwenningen das Stadtrecht.
Alle damals zu den einzelnen Gemeinden gehörenden Wohnorte sind zu finden in der Oberamtsbeschreibung.

## Amtsvorsteher
Die Oberamtmänner des Oberamts Rottweil seit 1807:
- 1807:–1809 Christian Friedrich Bolley
- 1807–1809: Dominik Stadlinger
- 1809:–1809 Gottfried Knapp
- 1810–1813: Heinrich Friedrich Krauß
- 1813–1815: Karl August Friedrich Glocker
- 1815–1817: Immanuel Israel Hartmann
- 1817–1819: Friedrich Nagel (Amtsverweser)
- 1819–1831: Augustin Steinhäuser
- 1831–1841: Johann Friedrich Ludwig Kausler
- 1841–1845: Franz Schöpfer
- 1845–1848: Friedrich Wilhelm Wiebbekink
- 1848–1877: Carl Friedrich von Leypold
- 1877–1899: Julius Leipprand
- 1900–1914: Anton Mezger
- 1915–1920: Theodor Ehemann
- 1921–1940: Gustav Regelmann (ab 1928 Landrat)